# Leskove, Monastîrîșce
Leskove (în ucraineană Леськове) este localitatea de reședință a comunei Leskove din raionul Monastîrîșce, regiunea Cerkasî, Ucraina.

## Demografie
Componența lingvistică a localității Leskove
     Ucraineană (99,87%)
     Alte limbi (0,13%)
Conform recensământului din 2001, majoritatea populației localității Leskove era vorbitoare de ucraineană (99,87%), existând în minoritate și vorbitori de alte limbi.